# قوائم المجرات
هذه قائمة بقوائم المجرات.

## قوائم المجرات
- قائمة المجرات, قائمة المجرات العامة

المجرات حسب النوع
- قائمة المجرات الحلزونية
- قائمة المجرات الحلقية
- قائمة المجرات القطبية الحلقية
- قائمة النجوم الزائفة

المجرات بالاقتران
- قوائم مجرات
- قائمة مجرات المجموعة المحلية
- قائمة المجرات القمرية لمجرة درب التبانة

## قوائم تجمعات المجرات
- قائمة مجموعات وعناقيد المجرات
- خيط مجري